# Kamionna (Węgrów)
Pour les articles homonymes, voir Kamionna.
Kamionna (prononciation : [kaˈmjɔnna]) est un village de polonais, situé dans la gmina de Łochów de la Powiat de Węgrów et dans la voïvodie de Mazovie dans le centre-est de la Pologne.
Le village a une population d'environ 306 habitants.